# Aphanes minutiflora
Aphanes minutiflora är en rosväxtart som först beskrevs av Georges Vincent Aznavour och som fick sitt nu gällande namn av Josef Holub. 
Aphanes minutiflora ingår i släktet jungfrukammar och familjen rosväxter. Inga underarter finns listade i Catalogue of Life.